# Cobbinshaw Reservoir
Cobbinshaw Reservoir är en reservoar i Storbritannien.   Den ligger i riksdelen Skottland, i den centrala delen av landet, 500 km norr om huvudstaden London. Cobbinshaw Reservoir ligger 276 meter över havet.Trakten runt Cobbinshaw Reservoir består i huvudsak av gräsmarker.